# Daniel Schrag
Daniel P. Schrag (* 25. Januar 1966) ist Professor für Geologie und Umweltwissenschaften an der Harvard University, ebenso Direktor des dortigen Zentrums für die Umwelt sowie Direktor des Labors für geochemische Ozeanographie. Er ist außerdem externer Professor am Santa Fe Institute.

## Hintergrund
Schrag studierte an der Yale University und schloss sein Studium 1988 mit einem B.S. in Geologie, Geophysik und Politikwissenschaften ab. Er promovierte 1993 in Geologie an der University of California, Berkeley bei Donald J. DePaolo.

## Berufsleben
Der Schwerpunkt der Forschungsarbeit von Daniel Schrag lag bisher in der Untersuchung des Klimawandels unter Berücksichtigung einer Vielzahl von Einflussfaktoren, darunter Rekonstruktionen von Temperaturverläufen aus Tiefsee-Sedimenten und Korallen sowie Theorien für Eiszeit-Zyklen im Pleistozän. Seine Forschungen führten schließlich zur Entwicklung der Schneeball-Erde-Hypothese, die er gemeinsam mit seinem Kollegen Paul F. Hoffman aufstellte. Derzeit (Stand 2011) arbeitet Schrag mit Ingenieuren und Ökonomen an technischen Herangehensweisen für den Klimaschutz. 2001 wurde er mit der James B. Macelwane Medal ausgezeichnet, 2019 in die American Academy of Arts and Sciences gewählt.

## Engagement außerhalb der Universität
Im Jahr 2009 wurde Schrag durch den amerikanischen Präsidenten Barack Obama in dessen Rat für Wissenschaft und Technologie (President's Council of Advisors on Science and Technology) berufen.